# Acanthogonatus chilechico
Acanthogonatus chilechico là một loài nhện trong họ Nemesiidae.
Acanthogonatus chilechico được miêu tả năm 1995 bởi Goloboff.